# Bernhard Britz
Bernhard Britz (n. 27 martie 1906, Vallerstads församling⁠(d), Comitatul Östergötland, Suedia – d. 31 mai 1935, Floda⁠(d), Älvsborg County⁠(d), Suedia) a fost un ciclist suedez, medaliat olimpic. A participat la o ediție a Jocurilor Olimpice (1932) în care a câștigat două medalii de bronz.